# Klaas Breeuwer
Klaas Jan Breeuwer (Zaandam, 25 novembre 1901 – Haarlem, 25 aprile 1961) è stato un calciatore olandese, attaccante della Nazionale olandese.

## Carriera
A livello di club, Breeuwer ha giocato tra le file dell'Haarlem.
Ha giocato anche una partita con la maglia della Nazionale olandese l'8 giugno 1924 a Parigi contro la Svezia, durante i Giochi Olimpici 1924.

## Statistiche

### Cronologia presenze e reti in Nazionale
| Cronologia completa delle presenze e delle reti in nazionale ― Paesi Bassi | Cronologia completa delle presenze e delle reti in nazionale ― Paesi Bassi | Cronologia completa delle presenze e delle reti in nazionale ― Paesi Bassi | Cronologia completa delle presenze e delle reti in nazionale ― Paesi Bassi | Cronologia completa delle presenze e delle reti in nazionale ― Paesi Bassi | Cronologia completa delle presenze e delle reti in nazionale ― Paesi Bassi | Cronologia completa delle presenze e delle reti in nazionale ― Paesi Bassi | Cronologia completa delle presenze e delle reti in nazionale ― Paesi Bassi |
| Data                                                                       | Città                                                                      | In casa                                                                    | Risultato                                                                  | Ospiti                                                                     | Competizione                                                               | Reti                                                                       | Note                                                                       |
| -------------------------------------------------------------------------- | -------------------------------------------------------------------------- | -------------------------------------------------------------------------- | -------------------------------------------------------------------------- | -------------------------------------------------------------------------- | -------------------------------------------------------------------------- | -------------------------------------------------------------------------- | -------------------------------------------------------------------------- |
| 8-6-1924                                                                   | Parigi                                                                     | Paesi Bassi                                                                | 1 – 1                                                                      | Svezia                                                                     | Olimpiadi 1924                                                             | -                                                                          |                                                                            |
| Totale                                                                     |                                                                            | Presenze                                                                   | 1                                                                          |                                                                            | Reti                                                                       | 0                                                                          |                                                                            |